# Elena Safonova
Elena Safonova (rus. Елена Сафонова) (n. 14 iunie 1956 în Leningrad azi Petrograd) este o actriță rusă. Ea a devenit mai cunoscută în rolul lui Lena din filmul "Ochi negri" ("Очи черные"), o melodramă unde joacă alături de Marcello Mastroianni, un film german, sub titlul original "Schwarze Augen".